# Enzersdorf an der Fischa
Enzersdorf an der Fischa là một thị trấn ở huyện Bruck an der Leitha trong bang Niederösterreich ở nước Áo. Đô thị này có diện tích 31,42 km², dân số năm 2001 là 2663 người.